# Saison 8 de Archer
Chronologie
Saison 7 Danger Island
Cet article présente les épisodes de la huitième saison de la série télévisée d'animation Archer.

## Épisodes
| № | # | Titre                                      | Scénario  | Première diffusion | Audience (en millions) |
| --- | - | ------------------------------------------ | --------- | ------------------ | ---------------------- |
| 86 | 1 | Le Mort dans l'âme No Good Deed            | Adam Reed | 5 avril 2017       | 0,74                   |
| Trois mois se sont écoulés depuis les événements de Velours mortel, et il est révélé qu'Archer a survécu à ses blessures par balle, mais qu'il est dans le coma. Pire encore, il est révélé que Woodhouse est décédé il y a quelque temps et que le reste du groupe organise des funérailles pour lui. Malory Archer et Lana Kane viennent à l'hôpital pour vérifier Archer, Malory se demandant de quoi il rêve. Cela revient au rêve d'Archer, où il est détective dans un monde des années 1940 et est horrifié de voir le cadavre de son partenaire Woodhouse dans les rues. Deux autres détectives, le sergent-détective Poovey et le lieutenant-détective Figgis lui disent que c'est peut-être son trafiquant d'héroïne qui l'a offensé parce que Woodhouse ne paie pas sa dette, et disent à Archer qu'il devrait oublier cela. Archer, cependant, refuse et décide d'enquêter sur la mort de Woodhouse. Archer va voir Krieger, qui lui dit que Woodhouse a payé d'avance son héroïne, mais ne peut pas dire comment il est mort. Avant qu'Archer ne puisse pousser plus loin, il est emmené dans la discothèque Dreamland pour rencontrer Mère par son homme de main Zerk. En lisant son dossier, Mère révèle qu'Archer était un vétéran de la Seconde Guerre mondiale avec des compétences impeccables, mais n'a jamais quitté le rang de soldat en raison de son incapacité à écouter ses supérieurs. Elle veut l'embaucher pour espionner son rival Len Trexler au port pour voir ce qui se passe, et alors qu'Archer refuse initialement comme il le savait après que Trexler ait tué des gens, son crétin 'Dutch' Dylan a l'habitude de dissoudre les corps dans des barils d'acide, il change d'avis après avoir vu la chanteuse Lana Kane. Plus tard dans la nuit, Archer se rend au port pour voir les hommes de Trexler prendre des prostituées chinoises capturées dans un camion, seulement attrapé par Poovey, même si ce dernier n'avait aucune idée que son patron faisait ça. Décidant de sauver les femmes chinoises de devenir des prostituées, Archer force Poovey à l'aider, mais leur couverture est soufflée lorsque cette dernière s'écrase à travers le toit du camion. Archer assomme les hommes de main, mais cela fait que Dutch se méfie de l'arrière et arrête le camion. Malgré cela, Archer, le visage couvert, tire Dutch et ses hommes hors du camion, et au lieu de le tuer, Archer écrase intentionnellement les chevilles de Dutch. Après, Archer dit à Poovey d'éloigner les femmes chinoises de Trexler et de leur trouver un meilleur endroit pour travailler, le faisant même chanter en menaçant de révéler comment ce dernier a tiré sur trois personnes. Au lieu de retourner à Dreamland, Archer retourne à son bureau, seulement pour trouver l'endroit en ruine et le dernier dossier que Woodhouse l'a laissé partir du coffre-fort. Ensuite, Mère l'appelle, et après l'avoir réprimandé pour avoir ruiné la mission d'implantation, elle lui dit qu'il lui doit officiellement. Ensuite, la millionnaire Charlotte Vandertunt apparaît, demandant à Archer de la tuer, ce à quoi il répond en disant « ok » et en pointant une arme sur elle. |   |                                            |           |                    |                        |
| 87 | 2 | Berenice                                   | Adam Reed | 12 avril 2017      | 0,50                   |
| L'épisode reprend immédiatement là où le précédent s'est arrêté avec Charlotte Vandertunt clarifiant qu'elle veut embaucher le détective privé Sterling Archer pour l'aider à simuler sa mort en échange de 10 000 $ et de sexe. Archer est partant pour ce dernier, mais les choses ne se passent pas tout à fait comme prévu ; Archer blâme la douleur dans son oreille à quel point Charlotte et lui se dirigent vers un restaurant pour une tarte et de la codéine. Une fois là-bas, elle explique qu'elle trouve la vie avec sa famille étouffante et insupportable, mais Archer doute de l'aider et se demande si elle a réfléchi à tout son plan, à quel point Charlotte produit avec étourderie « Bérénice », le cadavre d'une femme qui était accidentellement tué aux mains d'un avorteur ivre après Charlottefrère l'a fécondée[Quoi ?]. Les deux se rendent au Chesley, l'hôtel de Charlotte, afin d'habiller Bérénice avec ses vêtements. Pendant ce temps, le gangster Len Trexler est furieux des événements sur les quais tandis que Dutch Dylan est bouleversé d'avoir été amputé des jambes. Trexler remédie à la situation en mettant Dylan en contact avec un gars (Krieger) qui résoudra le problème. Il mâche ensuite Figgis et Poovey et demande à Figgis de retrouver les femmes chinoises disparues dans la semaine. À l'hôtel, Archer et Charlotte font entrer Bérénice dans la chambre de Charlotte. Ils commencent à se disputer sur son maquillage jusqu'à ce que les tensions s'intensifient et qu'ils aient des relations sexuelles. Charlotte se demande pourquoi le bureau d'Archer a été saccagé et soulève le fait que le voleur savait qu'Archer ne serait pas sur les lieux. Le lendemain, le duo s'arrête à Dreamland pour qu'Archer puisse interroger Mother. Figgis et Poovey sont là pour la même raison, mais elle est opaque. Archer ne glane rien d'elle, mais il voit Lana Kaneencore une fois. Malheureusement, il frappe à nouveau avec elle; la situation est rendue d'autant plus embarrassante lorsque Charlotte, dans le but de saboter ses efforts, proclame haut et fort qu'elle et Archer viennent d'avoir des relations sexuelles. Ils se dirigent vers la côte pour conduire la voiture sur une falaise et simuler la mort de Charlotte, mais sont interrompus lorsqu'Archer est heurté par une voiture. Dans son état hébété, il revient sur son temps pendant la Seconde Guerre mondiale et voit Charlotte comme une religieuse française soignant ses blessures avant de tirer sur l'ennemi. Archer récupère, mais ils sont à nouveau interrompus lorsque le détective Figgis et Poovey les trouvent dans un état compromettant. |   |                                            |           |                    |                        |
| 88 | 3 | Enregistrée sous X Jane Doe                | Adam Reed | 19 avril 2017      | 0,47                   |
| Archer est en prison à la suite de la découverte du corps de Berenice. Avec un groupe de musicien qui ne s'entend pas, il tente de s'échapper. |   |                                            |           |                    |                        |
| 89 | 4 | Un doigt suffira Ladyfingers               | Adam Reed | 26 avril 2017      | 0,48                   |
| L'épisode démarre à partir de l'épisode précédent. Après une tentative infructueuse de convaincre le père de Charlotte qu'elle l'a kidnappée, Mère envoie Archer au château de Vandertunt pour convaincre son frère, Cecil, qu'ils ont vraiment Charlotte et que la rançon est d'un million de dollars. Cyril appelle le château de Vandertunt, affirmant également avoir kidnappé Charlotte. Ne sachant pas qui est le vrai kidnappeur, Cecil exige qu'Archer lui donne un de ses doigts pour prouver qu'il l'a. Pendant ce temps, Krieger transforme Dutch en cyborg, tout en descendant dans le passé. |   |                                            |           |                    |                        |
| 90 | 5 | Plus dur sera le réveil Sleepers Wake      | Adam Reed | 3 mai 2017         | 0,44                   |
| Lana essaie de séduire Archer pour une part de la rançon alors qu'il fait la course avec Figgis et Poovey pour collecter l'argent. |   |                                            |           |                    |                        |
| 91 | 6 | Gibbeuse croissante Waxing Gibbous         | Adam Reed | 10 mai 2017        | 0,38                   |
| Archer met ses talents d'artiste à l'épreuve. Pendant ce temps, les problèmes de voiture de Lana vont de mal en pis. |   |                                            |           |                    |                        |
| 92 | 7 | L'homme à la hallebarde Gramercy, Halberd! | Adam Reed | 17 mai 2017        | 0,31                   |
| L'histoire continue à partir du dernier épisode où Archer se demande comment Dutch est toujours en vie jusqu'à ce que Dutch se souvienne de la voix d'Archer où il l'a écrasé et s'est transformé en cyborg. Enragé, Dylan frappe Archer au visage, l'envoyant voler dans les cadavres mutilés à côté de Trexler. Tous les autres essaient de tirer sur Dutch avec leurs armes, mais montrent qu'il est à l'épreuve des balles. Et les balles ont dévié droit sur Cecil trois fois. Archer reprenant conscience parvient à éloigner Trexler de Dutch. Ce qui fait enrager Dutch. Et aussi les viandes le giflent pour toutes les choses que Trexler a faites. Trexler dit à Archer que la raison pour laquelle Dutch est un cyborg est parce qu'il connaît Kreiger qui était un ancien scientifique nazi. Figgis, Poovey, Lana, Trenette et Cecil s'échappent de Dutch et s'enfuient du manoir de Trexler. Pendant ce temps, Mère se demande ce qui se passe puisqu'elle n'a rien entendu d'Archer. Et Charlotte a encore une fois la tête dans les nuages. Mère dit à M. Zerk si quelque chose ne va pas, puis résout les problèmes. C'est-à-dire tuer Charlotte, dont il est tombé amoureux. De retour au manoir, Trenette emmène Cecil à l'hôpital. Qui devient assez ennuyé par ses bouffonneries sexuelles. Et Lana se révèle agent du trésor à Poovey et Figgis et tente de les arrêter. Mais Figgis pointe son arme sur Lana alors qu'elle lui fait la même chose. Poovey pointe également son arme sur Figgis. À la grande surprise de Figgis, il découvre qu'elle a gardé les femmes chinoises chez elle. Lana dit à Poovey que si elle avoue, le juge serait indulgent avec elle et pourrait obtenir une peine de prison moins longue. Ce qu'elle ne fait pas. Pendant ce temps, Archer et Trexler sont au sommet du manoir et descendent un tuyau d'évacuation. Quel Trexler ne sait pas pourquoi. Jusqu'à ce que Dutch trouve les deux et brise le tuyau d'évacuation avec une hallebarde, et Archer et Trexler tombent au sol. Ils se heurtent à la voiture d'Archer et Dutch fracasse une fenêtre. Tout le monde monte dans la voiture d'Archer et il recule directement en néerlandais, et ils s'échappent. Mais Dutch tient toujours avec les crochets de la hallebarde à la voiture d'Archer. Jusqu'à ce qu'Archer entre dans des poubelles et le fasse tomber. Lana essaie à nouveau d'arrêter Figgis, Poovey, Trexler et Archer, mais ils se moquent d'elle et lui tirent leurs armes jusqu'à ce qu'elle pointe une arme sur la tête d'Archer. Ce n'est que lorsqu'ils voient à nouveau Dutch conduire une moto toujours avec la hallebarde. Une course-poursuite s'ensuit. Tout le monde tire sur Dutch, mais en vain. Dutch gratte et perce la voiture d'Archer avec la hallebarde. Jusqu'à ce qu'Archer, avec la hallebarde, dévie droit sur Dutch, l'envoyant voler de la moto de l'autre côté de la route. Archer écrase le néerlandais trois fois en racontant de mauvaises blagues. Archer est frustré parce que tout ce qu'il voulait faire était de trouver qui a tué Woodhouse, mais il a sauvé des femmes chinoises, coupé le doigt d'une femme morte et est maintenant poursuivi par des robots. Trexler se souvient soudainement de Woodhouse et lâche une bombe en disant à Archer que Mère a tué Woodhouse. |   |                                            |           |                    |                        |
| 93 | 8 | Résolution Auflösung                       | Adam Reed | 24 mai 2017        | 0,42                   |
| À la suite de la révélation de Trexler que Mère a tué Woodhouse, Archer retourne à Dreamland et tient tout le monde sous la menace d'une arme. Après quelques querelles, Dutch retourne à Krieger pour recevoir ses injections et attaque Archer en le découvrant là-bas. Dutch révèle que c'est lui qui a tué Woodhouse lors de la bataille qui a suivi. Krieger supplie Dutch de ne pas devenir une machine à tuer, et quand il refuse finalement, il est tué par les chiens cybernétiques de Krieger. Après la mort de Dutch, Carol jette une chaise, provoquant la colère des chiens. M. Zerk tue brutalement les deux chiens, laissant Krieger en larmes. Alors que Figgis et Poovey tentent de s'enfuir avec la rançon, Archer révèle accidentellement que Lana est un agent du gouvernement, incitant Mère à la tenir sous la menace d'une arme. La mère tire d'abord accidentellement sur Lana, avant que Poovey ne lui tire dessus cinq fois de plus en raison de son incompétence. Lana meurt dans les bras d'Archer, alors qu'il découvre que l'argent de la rançon était, en fait, un sac rempli de magazines d'inceste. Ébouriffé, Archer quitte simplement Dreamland et place un sac d'héroïne et une pierre sur la tombe de Woodhouse le lendemain. Poovey rentre chez elle et trouve la porte d'entrée entrouverte, avant de se diriger vers la cuisine où elle trouve une note de ses colocataires chinois, remerciant Poovey pour tout ce qui a été fait et disant qu'ils doivent partir pour des raisons inconnues. Poovey s'effondre sur une chaise et commence à sangloter inconsolable. |   |                                            |           |                    |                        |